# Ibn Hazm
Ebu Muhamed Ali ibn Ahmed ibn Said ibn Hazm (arap. أبو محمد علي بن احمد بن سعيد بن حزم‎ []; Kordoba, 7. novembar 994 — Uelva, 15. avgust 1064), takođe poznat i kao El Andaluzi ez Zahiri (tr. Al-Andalusī aẓ-Ẓāhirī), bio je andaluzijski filozof, intelektualac, psiholog, istoričar, pravnik i teolog.
Bio je vodeći zagovornik zahirijske škole islamskog mišljenja, i autor je 400 radova, od kojih je samo 40 preživelo do dan-danas.
Pokrivao je razne oblasti, kao što su: islamsko pravo, logika, istorija, etika, komparativne religije i teologija. Autor je Golubičinog prstena, dela o umetnosti ljubavi.